# Foster DeWitt
Foster DeWitt (Columbia Británica, 25 de mayo de 1996) es un jugador profesional canadiense de rugby que se desempeña en la posición de pilar izquierdo en New England Free Jacks, equipo perteneciente a la liga Major League Rugby.

## Carrera
En 2021, DeWitt se unió al equipo New England Free Jacks, con el cual disputa su tercera temporada en la Major League Rugby. También es parte de la Selección de rugby de Canadá.